# Seznam zámků v Moravskoslezském kraji
Seznam zámků v Moravskoslezském kraji. Jedná se o seznam dosud stojících zámků v Moravskoslezském kraji:
| Zámek                          | Obrázek | Okres         | Památková ochrana | Lokace                                                               | Sloh            |
| ------------------------------ | ------- | ------------- | ----------------- | -------------------------------------------------------------------- | --------------- |
| Albertovec                     |         | Opava         |                   | Albertovec 300                                                       | novobaroko      |
| Bartošovice                    |         | Nový Jičín    | 52261/8-1523      | Bartošovice 1                                                        | novorenesance   |
| Bílá                           |         | Frýdek-Místek | 103858            | Bílá 112                                                             |                 |
| Bílovec                        |         | Nový Jičín    | 46285/8-1529      | Zámecká 660/9                                                        | baroko          |
| Bolatice                       |         | Opava         | 42027/8-1333      | Hlučínská 95/3                                                       | baroko          |
| Branice                        |         | Bruntál       |                   | před domem čp. 234                                                   |                 |
| Brantice                       |         | Bruntál       | 16390/8-47        | Brantice 33                                                          | klasicismus     |
| Bravantice                     |         | Nový Jičín    | 19556/8-1537      | Bravantice 1                                                         | empír           |
| Bruntál                        |         | Bruntál       | 45628/8-11        | Zámecké náměstí 1/7                                                  | baroko          |
| Deštné                         |         | Opava         | 17124/8-1354      | Deštné 1                                                             | baroko          |
| Dívčí Hrad                     |         | Bruntál       | 46999/8-57        | Dívčí Hrad 56                                                        |                 |
| Dolní Benešov                  |         | Opava         | 24181/8-1357      | Hájecká 66                                                           |                 |
| Dolní Bludovice                |         | Karviná       |                   | U Statku 301/1                                                       | baroko          |
| Dolní Lutyně                   |         | Karviná       | 10231/8-3854      | Ke Statku 3                                                          | baroko          |
| Dolní Tošanovice               |         | Frýdek-Místek | 101706            | Dolní Tošanovice 1                                                   | empír           |
| Dolní Životice                 |         | Opava         | 21609/8-1363      | Zámecká 1                                                            | baroko          |
| Doubrava                       |         | Karviná       | 27045/8-788       | mezi budovami čp. 244 a 246                                          | baroko          |
| Držkovice                      |         | Opava         |                   | Držkovická 162/1                                                     |                 |
| Dubová                         |         | Opava         | 36935/8-1463      | Radkov 141                                                           | baroko          |
| Frýdek                         |         | Frýdek-Místek | 19215/8-745       | Zámecké náměstí 1264                                                 | klasicismus     |
| Frýdlant nad Ostravicí         |         | Frýdek-Místek |                   | Revoluční 149                                                        |                 |
| Fryštát                        |         | Karviná       | 12082/8-772       | Masarykovo náměstí 1/1                                               | empír           |
| Fulnek                         |         | Nový Jičín    | 14516/8-1559      | Zámecká 378                                                          | renesance       |
| Gabrielina chata               |         | Frýdek-Místek |                   | v NPR Mazák na svahu Lysé hory                                       |                 |
| Hartisov                       |         | Frýdek-Místek |                   | Staré Hamry 79                                                       |                 |
| Hlavnice                       |         | Opava         |                   | Hlavnice 27                                                          | empír           |
| Hlučín                         |         | Opava         | 20890/8-1371      | Zámecká 286/4                                                        | baroko          |
| Hnojník                        |         | Frýdek-Místek | 15117/8-660       | Hnojník 27                                                           | empír           |
| Horní Suchá (nový zámek)       |         | Karviná       |                   | Dělnická 123/111                                                     |                 |
| Horní Tošanovice               |         | Frýdek-Místek | 15357/8-655       | Horní Tošanovice 1                                                   | empír           |
| Hošťálkovice                   |         | Ostrava-město |                   | Prudká 7a                                                            |                 |
| Hošťálkovy                     |         | Bruntál       | 16548/8-78        | Hošťálkovy 26                                                        |                 |
| Hradec nad Moravicí            |         | Opava         | 39638/8-1382      | Městečko 1                                                           | novogotika      |
| Hradiště                       |         | Karviná       |                   | Hradišťská 48/82                                                     |                 |
| Hrozová                        |         | Bruntál       |                   | Hrozová 11                                                           |                 |
| Hubertov                       |         | Bruntál       |                   | Karlova Studánka 30                                                  |                 |
| Hubertova chata                |         | Frýdek-Místek |                   | v PR Smrk při červené turistické značce mezi Smrkem a Horní Čeladnou |                 |
| Hukovice                       |         | Nový Jičín    |                   | Hukovice 1                                                           |                 |
| Hukvaldy                       |         | Frýdek-Místek | 21349/8-2614      | Hukvaldy 1                                                           | novogotika      |
| Chotěbuz                       |         | Karviná       | 10367/8-3516      | Náves 123                                                            |                 |
| Chuchelná                      |         | Opava         |                   | Komenského 16                                                        | baroko          |
| Jakartovice                    |         | Opava         |                   | Jakartovice 62                                                       |                 |
| Janovice                       |         | Bruntál       | 42153/8-93        | Zámek 1                                                              | baroko          |
| Jeseník nad Odrou              |         | Nový Jičín    | 35024/8-1598      | Jeseník nad Odrou 1                                                  |                 |
| Jezdkovice                     |         | Opava         | 25000/8-1395      | Jezdkovice 32                                                        | baroko          |
| Jindřichov                     |         | Bruntál       | 33636/8-97        | Jindřichov 24                                                        | klasicismus     |
| Klimkovice                     |         | Ostrava-město | 34281/8-1601      | Lidická 1                                                            | novobaroko      |
| Klokočov                       |         | Opava         |                   | naproti budově čp. 59 (LDN)                                          |                 |
| Kocurovice                     |         | Frýdek-Místek |                   | Lučina 190                                                           |                 |
| Konská                         |         | Frýdek-Místek |                   | Průmyslová 717                                                       |                 |
| Kostelec                       |         | Karviná       | 15835/8-2224      | Těšínská 142/71                                                      | empír           |
| Kravaře                        |         | Opava         | 15845/8-1421      | Alejní 377/24                                                        | baroko          |
| Krnov                          |         | Bruntál       | 35808/8-19        | Zámecké náměstí 1/13                                                 | klasicismus     |
| Kunín                          |         | Nový Jičín    | 44816/8-1622      | Kunín 1                                                              | baroko          |
| Kyjovice                       |         | Opava         | 22598/8-1425      | Kyjovice 1                                                           | empír           |
| Linhartovy                     |         | Bruntál       | 37250/8-121       | Linhartovy 36                                                        | baroko          |
| Litultovice                    |         | Opava         | 21286/8-1432      | Litultovice 87                                                       | empír           |
| Loděnice                       |         | Opava         | 33460/8-1435      | Loděnice 105                                                         | baroko          |
| Melč                           |         | Opava         | 35591/8-1439      | Melč 4                                                               | empír           |
| Město Albrechtice (nový zámek) |         | Bruntál       | 29805/8-128       | Nerudova 521/12                                                      |                 |
| Mladecko                       |         | Opava         |                   | Mladecko 53                                                          | novoklasicismus |
| Mnichov                        |         | Bruntál       |                   | Mnichov 23                                                           |                 |
| Neplachovice (nový zámek)      |         | Opava         | 15298/8-1445      | Zámecká 81                                                           | empír           |
| Nová Horka                     |         | Nový Jičín    | 30840/8-1522      | Nová Horka 22                                                        | novogotika      |
| Nový Dvůr                      |         | Opava         |                   | Nový Dvůr 29                                                         | novoklasicismus |
| Nový Jičín                     |         | Nový Jičín    | 13090/8-3355      | 28. října 51/12                                                      | romantismus     |
| Oldřišov                       |         | Opava         |                   | K Zámku 246                                                          | baroko          |
| Ostrava-Poruba                 |         | Ostrava-město | 35954/8-236       | nábřeží Svazu protifašistických bojovníků 60/46                      | baroko          |
| Ostrava-Vítkovice              |         | Ostrava-město | 23865/8-2753      | Výstavní 80/99                                                       | empír           |
| Ostrava-Zábřeh                 |         | Ostrava-město | 101419            | U Zámku 42/1                                                         | baroko          |
| Paskov                         |         | Frýdek-Místek | 27983/8-692       | Nádražní 1                                                           | novoklasicismus |
| Pitrov                         |         | Frýdek-Místek |                   | Soběšovice 2                                                         |                 |
| Pleniska                       |         | Frýdek-Místek |                   | Písek 223                                                            |                 |
| Polanka nad Odrou              |         | Ostrava-město |                   | Jaromíra Šamala 327/8                                                |                 |
| Prstná                         |         | Karviná       | 19225/8-814       | Prstná 1                                                             | empír           |
| Pustějov                       |         | Nový Jičín    |                   | Pustějov 218                                                         |                 |
| Raduň                          |         | Opava         | 14186/8-1464      | Zámecká 67                                                           | empír           |
| Raškovice                      |         | Frýdek-Místek |                   | Raškovice 18                                                         |                 |
| Ropice                         |         | Frýdek-Místek | 38983/8-699       | Ropice 1                                                             | empír           |
| Rychvald                       |         | Karviná       | 21268/8-2699      | Orlovská 1                                                           | renesance       |
| Sedlnice                       |         | Nový Jičín    |                   | Sedlnice 121                                                         | klasicismus     |
| Slatina                        |         | Nový Jičín    | 100002            | Slatina 1                                                            | baroko          |
| Slavkov                        |         | Opava         | 40861/8-1476      | Zámecká 66                                                           |                 |
| Slezské Pavlovice              |         | Bruntál       | 19889/8-153       | Slezské Pavlovice 29                                                 | baroko          |
| Slezské Rudoltice              |         | Bruntál       | 37783/8-172       | Slezské Rudoltice 1                                                  | baroko          |
| Smolkov                        |         | Opava         |                   | Poddubí 6                                                            | baroko          |
| Sosnová                        |         | Opava         |                   | Sosnová 107                                                          |                 |
| Spálov                         |         | Nový Jičín    |                   | Spálov 1                                                             |                 |
| Stará Ves nad Ondřejnicí       |         | Ostrava-město | 32377/8-715       | Zámecká 1                                                            | renesance       |
| Staré Heřminovy                |         | Bruntál       |                   | mezi kostelem sv. Václava a domem čp. 33                             | baroko          |
| Starý Jičín                    |         | Nový Jičín    |                   | Starý Jičín 1                                                        |                 |
| Stěbořice                      |         | Opava         | 24766/8-1484      | Stěbořice 23                                                         | empír           |
| Střítež                        |         | Frýdek-Místek |                   | za domem čp. 45                                                      |                 |
| Studénka (nový zámek)          |         | Nový Jičín    | 50072/8-3992      | Panská 229                                                           | romantismus     |
| Studénka (starý zámek)         |         | Nový Jičín    | 50072/8-3992      | 2. května 154                                                        |                 |
| Suché Lazce                    |         | Opava         |                   | Ostravská 97/90, Opava-Komárov                                       |                 |
| Šilheřovice (lovecký zámeček)  |         | Opava         | 20079/8-1490      | Zámecká 4                                                            | romantismus     |
| Šilheřovice (zámek)            |         | Opava         | 20079/8-1490      | Zámecká 1                                                            | novobaroko      |
| Štáblovice                     |         | Opava         | 21344/8-1492      | Štáblovice 1                                                         | baroko          |
| Štemplovec                     |         | Opava         | 19884/8-1396      | Štemplovec 1                                                         | empír           |
| Šumbark                        |         | Karviná       | 24903/8-791       | K Zámečku 243/2, Havířov                                             | empír           |
| Těrlicko                       |         | Karviná       | 16950/8-786       | Promenádní 1/21                                                      | baroko          |
| Trnávka                        |         | Nový Jičín    | 35993/8-1691      | Trnávka 1                                                            | baroko          |
| Třinec                         |         | Frýdek-Místek |                   | Nádražní 3                                                           |                 |
| Velké Heraltice                |         | Opava         | 20745/8-1505      | Opavská 1                                                            | baroko          |
| Velké Hoštice                  |         | Opava         | 32075/8-1513      | Zámecká 197                                                          | klasicismus     |
| Vendryně                       |         | Frýdek-Místek |                   | Vendryně 22                                                          |                 |
| Vrbno pod Pradědem             |         | Bruntál       | 15321/8-207       | Husova 154                                                           | empír           |
| Výškovice                      |         | Nový Jičín    |                   | za domem čp. 72 (blíže k silnici II/464)                             |                 |
| Závada (okres Karviná)         |         | Karviná       |                   | Závada 6                                                             |                 |
| Životice                       |         | Karviná       | 11474/8-3946      | Michníkova 110/2                                                     | baroko          |